# Эпиметей (спутник)
Эпиметей (др.-греч. Ἐπιμηθεύς) — внутренний спутник планеты Сатурн. Назван именем персонажа древнегреческой мифологии Эпиметея. Также обозначается как Сатурн XI.
В декабре 1966 года французский астроном Одуэн Дольфюс (фр. Audouin Dollfus) наблюдал спутник Сатурна, который он назвал Янусом. В том же месяце, на три дня позже Ричард Уокер (англ. Richard L. Walker) также наблюдал объект на той же орбите. В тот момент предполагалось, что это один и тот же спутник. Но двенадцатью годами позже, в октябре 1978 года, Стивен Ларсон и Джон Фаунтин (англ. John W. Fountain) открыли, что в действительности это два объекта, движущихся по очень близким орбитам. Это было подтверждено данными «Вояджера-1». Янус действительно оказался «двуликим».

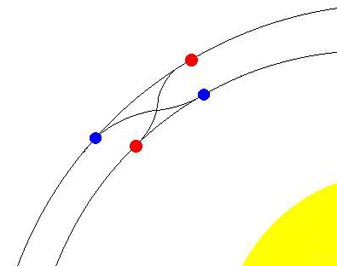
Схема взаимодействия Януса и Эпиметея (без соблюдения масштаба)

Расстояние между орбитами спутников составляет лишь 50 км — существенно меньше их размеров. Об основных особенностях этих двух спутников писал В. П. Цесевич в книге «Что и как наблюдать на небе» в 1984 году. В 1997 году астрофизики Лора Бэтт и Пол Девриз из Университета Майами рассчитали траекторию движения уникальной пары спутников Сатурна. Эпиметей и Янус движутся по своим орбитам независимо друг от друга до тех пор, пока внутренний спутник не начинает нагонять внешний. При этом под действием гравитационных сил Эпиметей выталкивается на более высокую орбиту, а Янус переходит на более близкую к Сатурну, то есть они меняются местами. Этот манёвр осуществляется примерно раз в четыре года. По всей видимости, обе луны составляли в прошлом единое целое и на раннем этапе формирования системы Сатурна разделились на два спутника:161.
Судя по низкой плотности (ниже плотности воды, около 0,69 г/см³), Эпиметей представляет собой пористое тело, состоящее главным образом изо льда.